# 바시첵 모형

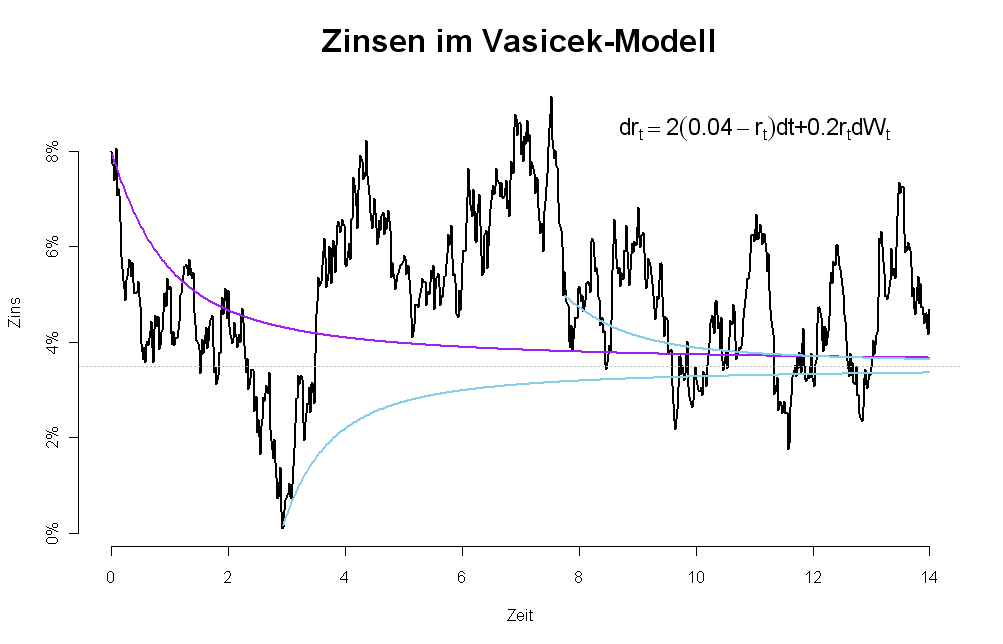

금융에서 바시첵 모형(영어: Vasicek model)은 이자율의 변화를 설명하는 수학적 모델이다. 이 모형은 이자율 움직임이 단 하나의 시장위험 요인에 의해 좌우된다고 설명하는 단일 요인 단기 이자율 모형의 한 유형이다. 이 모형은 이자율 파생상품의 가치 평가에 사용될 수 있으며, 신용 시장에도 적용되었다. 1977년 올드리히 바시첵이 소개했으며, 확률적 투자 모형으로도 볼 수 있다.

## 상세 내용
이 모형은 순간 이자율이 다음의 확률미분방정식을 따른다고 명시한다.
{\displaystyle dr_{t}=a(b-r_{t})\,dt+\sigma \,dW_{t}}
여기서 Wt는 임의의 시장 위험 요인을 모델링하는 위험 중립 프레임워크 하의 위너 확률 과정으로, 시스템으로의 무작위성의 지속적인 유입을 모델링한다. 표준 편차 매개변수 {\displaystyle \sigma }는 이자율의 변동성을 결정하며, 순간 무작위성 유입의 진폭을 특성화한다. 일반적인 매개변수 {\displaystyle b,a} 및 {\displaystyle \sigma }는 초기 조건 {\displaystyle r_{0}}와 함께 동역학을 완전히 특성화하며, {\displaystyle a}가 음수가 아니라고 가정할 때 다음과 같이 빠르게 특성화할 수 있다.
- {\displaystyle b}: "장기 평균 수준". {\displaystyle r}의 모든 미래 궤적은 장기적으로 평균 수준 b를 중심으로 진화한다.
- {\displaystyle a}: "회귀 속도". {\displaystyle a}는 이러한 궤적들이 시간 내에 {\displaystyle b}를 중심으로 재편성되는 속도를 특성화한다.
- {\displaystyle \sigma }: "순간 변동성". 시스템으로 유입되는 무작위성의 진폭을 순간적으로 측정한다. {\displaystyle \sigma }가 높을수록 무작위성이 더 많음을 의미한다.

다음 파생된 양도 흥미롭다.
- {\displaystyle {\sigma ^{2}}/(2a)}: "장기 분산". {\displaystyle r}의 모든 미래 궤적은 오랜 시간 후 그러한 분산을 가진 장기 평균을 중심으로 재편성된다.

{\displaystyle a}와 {\displaystyle \sigma }는 서로 반대되는 경향이 있다. {\displaystyle \sigma }를 증가시키면 시스템으로 유입되는 무작위성의 양이 증가하지만, 동시에 {\displaystyle a}를 증가시키면 시스템이 {\displaystyle a}에 의해 결정되는 분산의 회랑과 함께 장기 평균 {\displaystyle b} 주변에서 통계적으로 안정화되는 속도가 증가한다. 이는 장기 분산을 볼 때 분명해진다.
{\displaystyle {\frac {\sigma ^{2}}{2a}}}
이는 {\displaystyle \sigma }와 함께 증가하지만 {\displaystyle a}와 함께 감소한다.
이 모형은 오른슈타인-울렌벡 확률 과정이다.

## 논의
바시첵 모형은 평균 회귀, 즉 이자율을 다른 금융 가격과 구별하는 본질적인 특성을 포착한 최초의 모형이다. 따라서 예를 들어 보통주 가격과는 달리 이자율은 무한정 상승할 수 없다. 이는 이자율이 매우 높은 수준에서는 경제 활동을 방해하여 이자율 하락을 유도하기 때문이다. 마찬가지로 이자율은 일반적으로 0 미만으로 크게 떨어지지 않는다. 결과적으로 이자율은 제한된 범위 내에서 움직이며 장기적인 가치로 회귀하는 경향을 보인다.
드리프트 요인 {\displaystyle a(b-r_{t})}는 시간 t에서의 이자율의 예상 순간 변화를 나타낸다. 매개변수 b는 이자율이 회귀하는 장기 평형 값을 나타낸다. 실제로, 충격이 없을 경우 ({\displaystyle dW_{t}=0}), rt = b일 때 이자율은 일정하게 유지된다. 조정 속도를 제어하는 매개변수 a는 장기 값 주변의 안정성을 보장하기 위해 양수여야 한다. 예를 들어, rt가 b 미만일 때, 드리프트 항 {\displaystyle a(b-r_{t})}는 양수 a에 대해 양수가 되어 이자율이 위쪽으로 (평형 쪽으로) 이동하는 경향을 생성한다.
주요 단점은 바시첵 모형 하에서 이론적으로 이자율이 음수가 될 수 있다는 점인데, 이는 위기 이전 가정에서는 바람직하지 않은 특징이다. 이러한 단점은 콕스-잉거솔-로스 모형, 지수 바시첵 모형, 블랙-더만-토이 모형 및 블랙-카라신스키 모형 등 많은 다른 모형에서 수정되었다. 바시첵 모형은 헐-화이트 모형에서 더 확장되었다. 바시첵 모형은 또한 콕스-잉거솔-로스 모형과 함께 아핀 기간 구조 모형의 표준적인 예시이기도 하다. 최근 연구에서는 두 모형 모두 데이터 분할 및 예측에 사용되었다.

## 점근 평균 및 분산
확률미분방정식을 풀면 다음을 얻는다.
{\displaystyle r_{t}=r_{0}e^{-at}+b\left(1-e^{-at}\right)+\sigma e^{-at}\int _{0}^{t}e^{as}\,dW_{s}.\,\!}
오른슈타인-울렌베크 확률 과정에 적용된 것과 유사한 기법을 사용하여 상태 변수가 평균과 함께 정규 분포를 따른다는 것을 얻는다.
{\displaystyle \mathrm {E} [r_{t}]=r_{0}e^{-at}+b(1-e^{-at})}
및 분산
{\displaystyle \mathrm {Var} [r_{t}]={\frac {\sigma ^{2}}{2a}}(1-e^{-2at}).}
결과적으로, 다음을 얻는다.
{\displaystyle \lim _{t\to \infty }\mathrm {E} [r_{t}]=b}
및
{\displaystyle \lim _{t\to \infty }\mathrm {Var} [r_{t}]={\frac {\sigma ^{2}}{2a}}.}

## 채권 가격 결정
무차익거래 가정 하에서 할인채는 바시첵 모형에서 가격이 결정될 수 있다. 만기일 {\displaystyle T}를 가진 할인채의 시간 {\displaystyle t} 가치는 이자율에 대해 지수적으로 아핀이다.
{\displaystyle P(t,T)=A(t,T)e^{-B(t,T)r(t)}}
여기서
{\displaystyle B(t,T)={\frac {1-e^{-a(T-t)}}{a}}}
{\displaystyle A(t,T)=\exp \left\{\left(b-{\frac {\sigma ^{2}}{2a^{2}}}\right)\left[B(t,T)-(T-t)\right]-{\frac {\sigma ^{2}}{4a}}B^{2}(t,T)\right\}}

## 같이 보기
- 오른슈타인-울렌벡 과정
- 헐-화이트 모형
- 콕스-잉거솔-로스 모형